# Salvia chanryoenica
Salvia chanryoenica là một loài thực vật có hoa trong họ Hoa môi. Loài này được Nakai miêu tả khoa học đầu tiên năm 1909.